# Burseraceae
Burseraceae es una familia de plantas del orden Sapindales. Las burseráceas tienen hojas compuestas, alternas, inparipinnadas y, con pocas excepciones, un látex oloroso.
Este látex se encuentra en las ramas, las hojas y en el fuste. Cuando está presente usualmente es de un color claro y pegajoso que seca en un polvo blanco, o es un látex blanco, como leche.

## Descripción
Son árboles o arbustos, con conductos laticíferos presentes en la corteza interior, aromáticos; plantas generalmente dioicas. Hojas alternas, generalmente imparipinnadas, a veces bipinnadas, trifoliadas o reducidas a un folíolo, caducifolias o persistentes; folíolos laterales opuestos; estípulas generalmente ausentes.
Inflorescencias panículas cimosas, a menudo racemiformes, a veces pseudoespigadas, o las flores en fascículos o solitarias, axilares o terminales, flores pequeñas, regulares, hipóginas, 3-5 (6)-meras, por lo general funcionalmente unisexuales; sépalos 3-5 (6), connados al menos en la base, valvados; pétalos 3-5 (6), libres o raramente connados en un tubo, induplicados o valvados; estambres (3-) 6-10, en 1 o 2 verticilos, generalmente estériles en las flores pistiladas, filamentos generalmente libres e insertos abajo del disco nectarífero o raramente arriba (androceo obdiplostemono o haplostémono). Ovario súpero, 2-5-locular, generalmente rudimentario en las flores estaminadas, óvulos 2 por lóculo, anátropos, placentación axial, estilo 1 y generalmente corto, estigma 2-5-lobado.
Frutos más o menos drupáceos, pericarpios coriáceos a carnosos, indehiscentes o finalmente dehiscentes por 2-5 valvas; pirenos 1-5, a menudo con un pseudoarilo o cubierta carnosa, cada uno generalmente con 1 semilla, o rara vez los pirenos multiloculares y cada lóculo con 1 semilla; endosperma ausente, embrión generalmente recto, cotiledones contortuplicados o planos y generalmente lobados, radícula súpera.

## Taxonomía
Burseraceae fue descrita por Carl Sigismund Kunth y publicado en Annales des Sciences Naturelles (Paris) 2: 346. 1824. El género tipo es: Bursera Jacq. ex L.
- Tiene las siguientes tribus: Protieae, Bursereae, y Canarieae.

## Géneros
- Aucoumea
- Balsamodendrum
- Beiselia
- Boswellia
- Bursera
- Canarium
- Crepidospermum
- Commiphora
- Dacryodes
- Elaphrium
- Garuga
- Haplolobus
- Hedwigia
- Hemicrepidospermum
- Heudelotia
- Icica
- Icicopsis
- Pachylobus
- Protium
- Pseudodacryodes
- Rosselia
- Santiria
- Scutinanthe
- Terebinthus
- Tetragastris
- Trattinnickia
- Triomma